# Ștefan Manasia
Ștefan Manasia (ejtsd: Stéfán Mánásziá) (Pitești, 1977. május 18. –) román költő, irodalomkritikus, lapszerkesztő.

## Életpályája
A kolozsvári Babeș-Bolyai Tudományegyetem Bölcsészkarán szerzett román és angol irodalom- és nyelvtanári szakképesítést 2000-ben. 2002 és 2003 között a Torda melletti Harasztos községben román nyelv- és irodalomtanár.
2003-tól a Kolozsváron megjelenő Tribuna című román nyelvű irodalmi-művészeti folyóirat szerkesztője. 2008-tól a Thoreau unokaöccse elnevezésű, román nyelven működő, kolozsvári Olvasói Klub alapító tagja Bréda Ferenccel és Szántai Jánossal együtt.

## Kötetek
- Amazon și alte poeme. Versek, Editura Tritonic kk., 2003. (Első kiadás). Második kiadás : Editura Vinea kk., Bukarest, 2005
- Etica grunge (szamizdat). Versek, 2006
- cînd TU vii (szamizdat). Versek, 2007
- și cartea micilor invazii. Versek, 2008
- Motocicleta de lemn. Versek. Borítóterv és digitális grafikai illusztráció : Ovidiu Petca. Editura Charmides kk., Beszterce, 2011. ISBN 978-973-7659-36-1

## Recenziók
- Cristina Ispas, Cartea de vineri – Amazon de Ștefan Manasia. In : Biblioteca de poezie, 2009. március 20.

## Díj
- A Romániai Írók Szövetsége kolozsvári fiókjának Debüt-díja, 2003

## Külső hivatkozások
- A kolozsvári Echinox című egyetemi kulturális folyóirat honlapja
- A Googel keresőmotor fénykép-összeállítása Ștefan Manasiáról
- A Youtube filmportál rövidfilmjei Ștefan Manasia költői fölolvasóestjeiről